# Тед Дансън
Тед Дансън (на английски: Ted Danson) е американски актьор, продуцент и писател, носител на две награди „Еми“ и три награди „Златен глобус“, номиниран е за пет награди „Сателит“. Познат е на публиката най-вече от ролята на Сам Малоун в телевизионната поредица „Бар Наздраве“ (1982 – 1993). Тед Дансън е класиран на второ място в списъка за най-популярните телевизионни звезди, изготвен от TV Guide. От 1999 г. има звезда на Холивудската алея на славата.

## Биография
Тед Дансън е роден на 29 декември 1947 г. Сан Диего, Калифорния. Той е отгледан от баща си Едуард Дансън, който работи като археолог и директор на музей. Дансън е с английски и шотландски корени. Като ученик Тед играе баскетбол в училищен отбор в Кънектикът.
През 1966 г. е приет в Станфордския университет, но през 1968 г. се премества в театралния факултет на Университета „Карнеги Мелън“ в Питсбърг. Дипломира се през 1972 г. със специалност драматургия.
Женил се е три пъти, има дъщеря от втората си съпруга, втора, осиновена дъщеря по време на втория си брак, и доведени син и дъщеря от третата си съпруга, актрисата Мери Стийнбъргън, с която сключва брак през 1995 година. В началото на 1990-те има извънбрачна любовна афера с актрисата Упи Голдбърг, което води и до разтрогване на втория му брак.

## Кариера
В началото на кариерата си Тед Дансън играе в театрални постановки, но скоро се насочва към телевизията, като участва в различни телевизионни реклами. Първата му актьорска роля е през 1974 г. в сапунената опера на NBC – „Съмърсет“. За своята 30-годишна кариера той е номиниран 15 пъти за „Еми“ и печели две от тези награди. Десет пъти е номиниран за „Златен глобус“ и печели три от тях. През 2011 година издава първата си книга – „Океана: нашите застрашени океани и какво можем да направим за да ги спасим“. От 2011 година се снима в От местопрестъплението, 12-и сезон.

## Частична филмография
- Приятелю, Тед (2012)
- Чудо сред ледовете (2012)
- Луди пари (2008)
- Аматьори (2005)
- Спасяването на редник Райън (1998)
- Превъзпитай татко (1994)
- Произведено в Америка (1993)
- Трима мъже и една малка дама (1990)
- Татко (1989)
- Трима мъже и едно бебе (1987)